# James Agee
James Rufus Agee (angleška izgovorjava /ˈeɪdʒiː/), ameriški pisatelj, pesnik in filmski kritik, * 27. november 1909, Knoxville,  † 16. maj 1955,  New York City.
Agee je bil v štiridesetih letih 20. stoletja uveljavljen kot eden najboljših ameriških filmskih kritikov. Za svojo avtobiografijo z naslovom A Death in the Family je bil leta 1958 posmrtno nagrajen s Pulitzerjevo nagrado.